# Venus Peter
Venus Peter és una pel·lícula britànica de 1989 dirigida per Ian Sellar i produïda per Christopher Young per a Young films. La pel·lícula és una adaptació de la novel·la A Twelvemonth and a Day de Christopher Rush. Es va projectar a la secció Un Certain Regard al 42è Festival Internacional de Cinema de Canes de 1989. Va ser filmat a les illes Orkney, al nord d'Escòcia. L'equip de filmació va pagar als membres de la comunitat de les Òrcades perquè actuessin com a extres a la pel·lícula.
El 1999 Richard Mowe, comissari de cinema al Museu Nacional d'Escòcia, va triar la pel·lícula com una de les seves vint millors pel·lícules escoceses del segle. El grup de rock japonès Venus Peter porta el nom de la pel·lícula.

## Trama
La pel·lícula està ambientada en una illa occidental d'Escòcia a la dècada de 1950 i segueix el jove Peter i la seva relació al món principalment adult del poble de pescadors i la seva relació amb el mar i els vaixells de pesca (el principal dels quals està registrat a Kirkcaldy). KY199). La relació més important és entre Peter i el seu avi pescador.

## Repartiment
- George Anton com a Billy
- Louise Breslin com a Leebie
- Juliet Cadzow com la princesa Paloma
- Peter Caffrey com a pare
- Sinead Cusack com a senyoreta Balsilbie
- Emma Dingwall com a Jenny
- Ken Drury com a Gowans
- Christopher Fairbank com a Blindman
- Cecil Garson com a Gollie
- David Hayman com a Kinnear
- Sam Hayman com a Baby Peter
- Scott Heddle com a Peem
- Ray Jeffries com a gerent del banc
- Sheila Keith com a Epp
- Mary MacLeod com a Miss Sangster
- Ray McAnally com a avi
- Alex McAvoy com a Beadle
- Robin McCaffrey com a Georgina
- Julia McCarthy com Agnes
- Caroline Paterson com a mare
- Gordon R. Strachan com a Peter
- Alan Tall com a McCreevie
- Cameron Stout com a espectador
- Lorraine Buchan com a espectador
- Justin Kimmett com a nen petit

## Recepció
Va rebre una menció especial del jurat al XXII Festival Internacional de Cinema Fantàstic de Sitges.